# لوروا نيمان
لوروا نيمان (بالإنجليزية: LeRoy Neiman)‏ (و. 1921 – 2012 م) هو فنان، ورسام أمريكي، ولد في سانت باول، مينيسوتا، توفي في نيويورك، عن عمر يناهز 91 عاماً.

## التعليم
تعلم في School of the Art Institute of Chicago ‏، وتعلم في جامعة شيكاغو
.

## وصلات خارجية
- لوروا نيمان على موقع IMDb (الإنجليزية)
- لوروا نيمان على موقع ميوزك برينز (الإنجليزية)
- لوروا نيمان على موقع إن إن دي بي (الإنجليزية)
- لوروا نيمان على موقع ديسكوغز (الإنجليزية)

- لوروا نيمان في قاعدة بيانات الأفلام على الإنترنت